# 斯利泰雷國家公園
斯利泰雷國家公園是拉脫維亞的國家公園，位於該國西北部庫爾蘭最北端，面積265平方公里，始建於2000年，是該國觀鳥的最佳地點。

## 外部連結
- Northern Kurzeme （页面存档备份，存于）
- https://web.archive.org/web/20081030060805/http://www.slitere.gov.lv/en_territories_fauna.htm
- Official Latvian Tourism Portal